# Ԯ
Ԯ ԯ (Л з десендером) - кирилична літера, 19 літера ітельменської мови в кирилиці протягом 1984-1988 років, яка використовується в хантийській мові і позначає глухий альвеолярний бічний фрикативний /ɬ/.